# Римкастен, Феликс
Феликс Римкастен (нем. Feliх Riemkasten, * 8 января 1894 г. Потсдам, Германская империя; † 6 октября 1969 г. Фриденвайлер, ФРГ) — немецкий писатель, преподаватель йоги и эзотерик. 

## Жизнь и творчество
Родился в семье ремесленника. Высшее образование получил в Берлине, в университете Гумбольдта. В период с 1919 и по 1931 год служил чиновником при земельном правительстве Брауншвейга. Начиная с 1932 года живёт в берлинском районе Целендорф как свободный писатель. С началом Второй мировой войны Римкастен, вследствие воздушных налётов на столицу Германии и желая уйти из-под надзора гестапо, переезжает в Саксонию, затем - в Бад-Зеккинген и живёт на крестьянском хуторе до прекращения военных действий. После окончания войны живёт и работает в Штутгарте, здесь он открывает 10 сентября 1958 года первую в Германии школу хатха-йоги. Позднее переводит эту школу в Фриденвайлер и руководит там ею до своей смерти в 1969 году.

## Сочинения
Писательской деятельностью Ф.Римкастен занимается с 1920 года. Первые его произведения находились под творческим влиянием Христиана Моргенштерна. Начиная с 1930 года пишет несколько романов («Бронза», «Товарищи», «Действительно ли левые правы?», в которых выводит образы деятелей из социалистического и коммунистического движений (например, Отто Гротеволя) и разоблачает изъяны современной ему парламентской демократии, в то же время дистанцируясь от крайностей национал-социалистов. Писатель видел в Социалистической партии Германии ту соглашательскую с крупным капиталом идеологию, которая ставила своей задачей не доводить до крайних проявлений недовольство рабочих и служащих своим бедственным во время мирового кризиса положением и избежать восстаний и волнений. Коллегами характеризовался как подлинный «немецкий социалист» и «консервативный революционер» (Армин Молер). Руководство издательства, в котором выходили книги Ф.Римкастена и других сторонников т.н. «консервативной революции» в период с 1918 по 1932 год, принадлежало убеждённому стороннику национал-социалистской идеологии Вилли Бишофу. Однако после 1933 года писатель создаёт преимущественно литературу, представляющую собой различные учебные пособия (по лыжному спорту, фотографии), а также детские и юмористические произведения (фельетоны). Сочинения Ф.Римкастена выходят в свет в журналах Simplicissimus (1936-1943) и Die Jugend. Напечатанные после 1945 года его работы посвящены почти исключительно медитации, эзотерике, йоге, технике дыхания.

## Избранные работы
- Новый народ (Das neue Volk). Роман, Лейпциг, 1920
- Каждый день - Глория. Истории нашей дочери Мананны (Alle Tage Gloria. Geschichten von unserer Tochter Mananne), Берлин, 1927
- Бронза (Der Bonze). Роман, Brunnen-Verlag, Берлин, 1930.
- Товарищи (Genossen). Роман, Brunnen-Verlag, Берлин, 1931.
- Действительно ли левые правы? (Ist die Linke wirklich noch das Rechte?) Берлин: Brunnen-Verlag 1931.
- Идол (Der Götze). Берлин: Brunnen-Verlag 1932
- Союз праведных (Der Bund der Gerechten). Лейпциг: Zinnen-Verlag 1935
- Кот Али (Ali – der Kater). С иллюстрациями Олафа Гульбранссона, Лейпциг: Quelle & Meyer 1938
- Человек без надзора (Ein Mann ohne Aufsicht), Берлин: Erich Schmidt Verlag 1940
- Такие и такие. Типы из времени нацизма (Solche und Solche. Typen aus der Nazizeit). Лар: Verlag Schauenburg, 1947
- Четвёртая жизнь. Человек и его задача (Das vierte Leben, der Mensch und sein Auftrag). Цюрих, Rascher Verlag, 1949
- Исцеление духа. (Heilung durch den Geist. Nicht Wunder, sondern Gesetzmässigkeit). Берлин: Schikowski 1959.
- Призраки в Эбенсбахе (Gespenster in Ebensbach). Вена: Breitschopf 1973, ISBN 3-7004-1032-8.
- Йога для вас. Пособие по практическим занятиям хатха-йогой (Yoga für Sie. Lehrbuch zur praktischen Ausübung des Hatha Yoga). Шваб, Schopfheim 1979.
- Книга дыхания. Дыхание, как оно лечит и помогает. Систематическое учение про дыхание, лёгкую  гимнастику, расслабление и медитацию (Das Atembuch. Der Atem, wie er heilt und hilft. Systematische Lehre über Atmen, leichte Gymnastik, Entspannen und Meditation). Аргенбюль-Эглофшталь: Schwab-Verlag 1980, ISBN 3-7964-0056-6.

## Дополнения
- Римкастен, Феликс в Немецкой национальной библиотеке.